# Forum des instituts culturels étrangers à Paris
Le Forum des instituts culturels étrangers à Paris, abrégé sous l'acronyme Ficep, est un organisme réunissant 59 centres et instituts culturels étrangers de Paris, ainsi que de nombreux partenaires associés. Il a été créé le 11 avril 2002 à l'initiative du Centre culturel canadien qui siège 121 rue de Lille, dans le 7e arrondissement. Il a actuellement son siège à l'Institut Goethe de Paris, 17 avenue d'Iéna, Paris 16e.
Le Ficep contribue au développement du pluralisme culturel et à la défense de la diversité culturelle et linguistique.
Il organise tous les ans la « Semaine des cultures étrangères » (septembre-octobre), et depuis 2014 la « Semaine des cinémas étrangers à Paris » (en mars).
Les centres culturels étrangers de Paris organisent également un festival international de jazz, « Jazzycolors » qui se déroule en  novembre.
Depuis 2012, le Ficep, à l'initiative du centre tchèque de la Noc Literatury de Prague , organise en juin la « Nuit de la littérature » dans un quartier différent de Paris chaque année, comme Saint-Germain-des-Prés en 2012. La 4e édition a lieu le samedi 28 mai 2016 dans le quartier du Viaduc des Arts (Paris 12e).

## Liste des instituts
Les instituts membres du Ficep sont :
- Centre culturel algérien, Algérie
- Institut Goethe, Allemagne
- Centre de recherche sur la diaspora arménienne, Arménie
- Forum culturel autrichien, Autriche
- Service culturel de l'ambassade d'Azerbaïdjan, Azerbaïdjan
- Centre Wallonie-Bruxelles à Paris, Communauté française de Belgique (Belgique)
- Espace culturel bulgare, Bulgarie
- Centre culturel canadien, Canada
- Institut Raymond-Lulle, Catalogne et îles Baléares (Espagne)
- Centre culturel coréen, Corée
- Centre culturel de la Chine, Chine
- Chypre Culture, Chypre
- Maison du Danemark, Danemark
- Centre culturel d'Égypte à Paris, Égypte
- Instituto Cervantes de Paris, Espagne
- Institut estonien, Estonie
- Mona Bismarck American Center for art and culture, États-Unis
- Institut finlandais, Finlande
- Centre culturel hellénique, Grèce
- Institut Liszt, Centre Culturel Hongrois Paris, Hongrie
- Centre culturel iranien, Iran
- Centre culturel irlandais de Paris, Irlande
- Institut culturel italien de Paris, Italie
- Maison de la culture du Japon à Paris, Japon
- Institut kurde de Paris, communauté kurde
- Mission culturelle du Luxembourg en France, Luxembourg
- Instituto de México à Paris, Mexique
- Institut culturel franco-palestinien, Palestine
- Institut néerlandais, Pays-Bas
- Institut polonais, Pologne
- Instituto Camões à Paris, Portugal
- Centre tchèque, République tchèque
- Institut culturel roumain, Roumanie
- British Council, Royaume-Uni
- Centre de Russie pour la science et la culture, Russie
- Centre culturel de Serbie, Serbie
- Institut slovaque de Paris, Slovaquie
- Centre culturel suédois, Suède
- Centre culturel suisse, Suisse
- Centre culturel arabe syrien, Syrie
- Centre culturel de Taïwan à Paris, Taïwan
- Centre culturel Anatolie, Turquie
- Centre culturel du Vietnam, Vietnam
- Europe Mosaïques Île-de-France (Mondes créoles)
- Institut français, France
- Institut du monde arabe, Monde arabe
- Maison de l'Amérique latine, Amérique latine
- Maison d'Europe et d'Orient, Europe de l'Est et Asie centrale
- Délégation générale du Québec à Paris, Québec (Canada)
- New York University in France, États-Unis
- Terra Foundation for American Art, États-Unis
- American Center for the Arts - Dorothys Gallery, États-Unis
- Centre culturel et d'information de l'Ambassade d'Ukraine, Ukraine
- Institut Yunus-Emre, Turquie
- Service culturel de l'Ambassade de Lituanie en France, Lituanie
- Service culturel de l'Ambassade de Géorgie en France, Géorgie
- Service culturel de l'Ambassade de l'Equateur, Équateur
- Maison de l'Albanie, Albanie